# Jävsjön
Jävsjön (norska: Gjevsjøen) är en sjö i Åre kommun i Jämtland och ingår i Indalsälvens huvudavrinningsområde. Sjön har en area på 16,6 kvadratkilometer och ligger 448,4 meter över havet. Jävsjön ligger i Svenskådalen Natura 2000-område och skyddas av habitat- och fågeldirektivet. Sjön avvattnas av vattendraget Indalsälven genom Holdern till Torrön.

## Delavrinningsområde
Jävsjön ingår i delavrinningsområde (711241-136500) som SMHI kallar för Utloppet av Jävsjön. Medelhöjden är 525 meter över havet och ytan är 81,81 kvadratkilometer. Räknas de 18 avrinningsområdena uppströms in blir den ackumulerade arean 319,79 kvadratkilometer. Avrinningsområdets utflöde Indalsälven mynnar i havet. Avrinningsområdet består mestadels av skog (29 procent) och kalfjäll (51 procent). Avrinningsområdet har 14,6 kvadratkilometer vattenytor vilket ger det en sjöprocent på 17,8 procent.